# Smirnowia turkestana
Genre
Espèce
Smirnowia turkestana est une espèce de plantes à fleurs dicotylédones de la famille des Fabaceae, sous-famille des Faboideae, originaire d'Asie centrale. C'est l'unique espèce acceptée du genre Smirnowia (genre monotypique).

## Synonymes
Selon  The Plant List (23 novembre 2018)  :
- Eremosparton turkestana (Bunge) Franch.
- Smirnovia turkestana Bunge
- Smirnowia iranica Sabeti[3]
- Smirnowia turcestana Bunge